# Harvey James
Harvey James est un guitariste australien d'origine britannique né le 20 septembre 1952 à Sheffield et mort le 15 janvier 2011 à Melbourne.

## Biographie

### Origines
Harvey James Harrop est né le 20 septembre 1952 à Sheffield, dans le Nord de l'Angleterre. Ses parents, Jim et Vera Harrop, émigrent en Australie dans les années 1960 dans le cadre du système de migration passage assisté. Durant ses études à la Lyndale Secondary College (en) de Melbourne, il fait la connaissance de John Lee, avec qui il joue au sein du groupe Sayla au début des années 1970.

### Carrière
En mars 1973, Harvey James est recruté par le groupe de soft rock Mississippi pour remplacer le guitariste Kerryn Tolhurst (en), qui a lui-même remplacé Russ Johnson le mois précédent. Il participe à la tournée du groupe en première partie des Jackson Five, ainsi qu'au Sunbury Pop Festival de 1974, et apparaît sur deux singles de Mississippi, Early Morning / Sweet World en juillet 1973 et Will I? / Where in the World? en mai 1974,.
James quitte Mississippi en juin 1974, alors que le groupe se trouve en Angleterre (après son départ, Mississippi évolue pour devenir Little River Band). De retour en Australie, il rejoint le groupe de rock progressif Ariel. Il y retrouve John Lee, son ancien compère de Sayla. Avec son nouveau groupe, il retourne au Royaume-Uni en octobre 1974 pour l'enregistrement de l'album Rock and Roll Scars aux studios Abbey Road.
James reste membre d'Ariel jusqu'en avril 1976, lorsqu'il est recruté par le groupe de pop rock Sherbet qui vient de perdre son guitariste originel Clive Shakespeare (en). Le premier single de Sherbet sur lequel il apparaît est aussi le plus gros succès de ce groupe : Howzat se classe no 1 des ventes en Australie en mai 1976 et rencontre aussi un franc succès à l'étranger.
Après cinq albums avec Sherbet (rebaptisé « The Sherbs » en 1980), Harvey James quitte le groupe à la fin de 1982. Il apparaît par la suite sur plusieurs albums du supergroupe The Party Boys (en) et accompagne l'auteur-compositeur-interprète Richard Clapton (en) en concert. Il travaille également comme directeur des ventes, toujours dans le domaine de la musique.

### Vie privée
Harvey James apprend qu'il souffre d'un cancer du poumon en juillet 2010. Il meurt le 15 janvier 2011, âgé de 58 ans, quelques jours avant sa participation prévue à Gimme That Guitar!, un concert de charité organisé en sa faveur au Enmore Theatre (en) de Sydney.
Harvey James rencontre sa première femme, Christine Marshall, lors de son séjour en Angleterre avec Mississippi en 1974. Ils ont trois enfants. Sa deuxième femme, Faye Carlin, lui survit, de même que leurs deux enfants.

## Discographie

### Avec Ariel
- 1975 : Rock and Roll Scars

### Avec Sherbet
- 1976 : Howzat! (en)
- 1977 : Photoplay (en)
- 1977 : Caught in the Act... Live (en) (en concert)
- 1978 : Sherbet (en)
- 1980 : The Skill (en)
- 1981 : Defying Gravity (en)

### Avec The Party Boys
- 1983 : Live at Several 21sts (en concert)
- 1983 : Greatest Hits (of Other People) (en) (en concert)

### Participations
- 1980 : Best Seat in the House de Darryl Cotton (en)
- 1982 : The Great Escape (en) de Richard Clapton (en)
- 1987 : Glory Road (en) de Richard Clapton